# 大賀智章
大賀 智章（おおが ともあき、1982年8月17日 - ）は、群馬県出身、香川県在住の作曲家。ゲームミュージック・付随音楽・劇伴・よさこい音楽を中心にフリーランスで活動している。

## 概要
妻で作詞家・ボーカリストの大賀文香（おおが あやか - 活動名：フミコウ）と共に打ち込み音楽ユニット泥陀羅としても活動中。文香はYouTubeチャンネル・柴犬スティーブch【コーギーと猫を添えて】の運営をしており、自作曲「おててないないのうた」等がYouTube、各SNSで多くのユーザーに二次利用され親しまれている。

## 作曲担当作品（泥陀羅名義含む）

### ゲームBGM
- 赤い砂堕ちる月（Landkarte）
- 終わりのセラフ 運命の始まり（バンダイナムコエンターテインメント）
- 双星の陰陽師（バンダイナムコエンターテインメント）
- ダービースタリオンマスターズ（ドリコム）
- 千年少女團（広井王子企画・原作、GEO）※2019年開発中止
- ツキトモ。-TSUKIUTA.12memories-（バンダイナムコエンターテインメント）
- ビルシャナ戦姫（アイディアファクトリー）
- ポケットモンスター サン・ムーン（ゲームフリーク）
- ポケットモンスター ウルトラサン・ウルトラムーン（ゲームフリーク）
- まほろば妖女奇譚テーマ曲(泥陀羅)（EXNOA）
- ノーモアヒーローズ3（マーベラス）金子ノブアキ他作家と共作
- マサラドライブ（ハッピーミール）

### 遊技機・アミューズメント筐体BGM
- 僕のヒーローアカデミア–激突!ヒーローズバトル–（タカラトミーアーツ）
- 鬼浜爆走愚連隊-愛情恋歌編-（ベルコ）
- 春一番シリーズ（西陣）
- P寄生獣（サンセイアールアンドディ）
- 燃えよ!功夫淑女（山佐）

### アニメ
- ポケットモンスター サン&ムーン（一部原曲・作曲）

### 映像音楽
- Give and Go（監督:森英人、主演:橋本愛）
- 動物の狩り方（TOHOスタジオ、監督:森英人、主演:のん）
- イオンシネマ（サウンドロゴ）
- ディズニーウェディング（ディズニーアンバサダーホテル）
- ファイブアローズ2.50 basketball is life（監督:森英人、高松ファイブアローズドキュメンタリー映画）主題歌、劇伴